# Рудка (Касторенский район)
Рудка — хутор в Касторенском районе Курской области России. Входит в состав Краснодолинского сельсовета.

## География
Хутор находится в восточной части Курской области, в лесостепной зоне, в пределах юго-западной части Среднерусской возвышенности, на правом берегу реки Рудки, к югу от железнодорожной ветки Курск — Воронеж, на расстоянии примерно 5 километров (по прямой) к западу-юго-западу (WSW) от посёлка городского типа Касторное, административного центра района. Абсолютная высота — 191 метр над уровнем моря.
Климат
Климат характеризуется как умеренный, со среднегодовой температурой воздуха +5,1 °C и среднегодовым количеством осадков 547 мм.
Часовой пояс
Хутор Рудка, как и вся Курская область, находится в часовой зоне МСК (московское время). Смещение применяемого времени относительно UTC составляет +3:00.

## Население
| 2002 | 2010 |
| ---- | ---- |
| 5    | ↘0   |